# Eendenroer

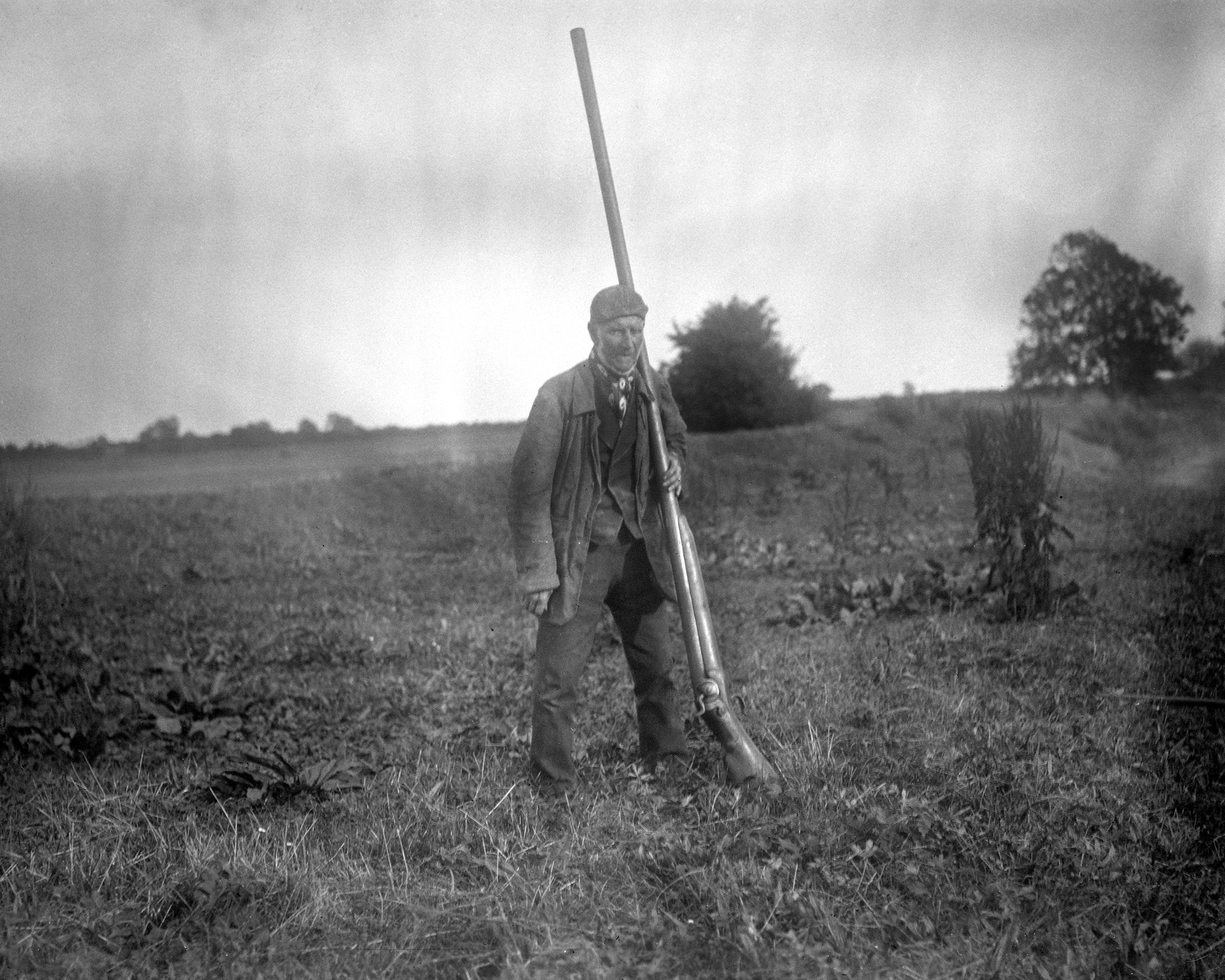
Man met eendenroer, begin 20e eeuw

Een eendenroer, ganzenroer of vletbuks (Engels: Fowling piece) is een extreem groot of lang hagelgeweer uit de 19e eeuw ontworpen om op watervogels te jagen. De geweren variëren in grootte, de grootste zijn langer dan 4 meter, hebben een kaliber van meer dan 5 cm en kunnen ongeveer een halve kilogram hagel verschieten. Eendenroers van deze grootte werden na het laden aan wal op een vlet gemonteerd. Kleinere varianten werden vanaf de schouder afgevuurd.
Het geweer is zo groot om in een keer een grote groep vogels te raken terwijl ze in het water dobberen. Het werd zowel gebruikt bij de commerciële als de sportieve jacht. Ondanks dat in een keer een grote groep vogels gedood werd, werd de jacht met een eendenroer toch als eervol gezien omdat een jager vaak een hele dag met zijn vlet in de modder moest liggen voordat hij de plek gevonden had waarvan hij het beste kon schieten. Wanneer zijn schot mis was moest hij terug naar de wal om te herladen en waren de vogels waarschijnlijk gevlogen.
Het eendenroer is een directe voorloper van het hedendaagse hagelgeweer.

## Bron
1. ↑  (en)  The British Association for Shooting and Conservation. 2001, 9 oktober. "Irish Tom historic punt gun to be put on permanent display".